# Cataratas de Pulacan
Las Cataratas de Pulacan se encuentra en la ciudad de Labangan, a 12 km de la ciudad de Pagadian en el sur de Filipinas. Cubren un área de unos 400 metros cuadrados. Es la fuente de agua para el sistema de riego Labangan.
El área alrededor de ella tiene campamentos infantiles con  instalaciones en donde se celebran reuniones regionales y provinciales. A dos kilómetros de la zona esta un centro de defensa de 134 hectáreas y sede de la primera división de Infantería "Tabak" del Ejército de Filipinas.